# Konkupiszenz
Konkupiszenz (von lateinisch concupiscentia, „heftiges Verlangen, Begierde“) ist ein theologischer Fachbegriff und bezeichnet die Neigung oder innere Tendenz des Menschen zum Bösen oder zur Sünde. Eng verbunden mit der Frage der Rechtfertigung wurde die Deutung der Konkupiszenz schon von den Kirchenvätern und in der Scholastik, seit Beginn der Reformation dann zwischen römisch-katholischen und protestantischen Theologen, aber auch zwischen den innerkonfessionellen Schulen kontrovers diskutiert.
Zu den konkupisziblen Leidenschaften wurden Begierde (Verlangen, welches das abwesende Gut erstrebt; lateinisch concupiscentia), Liebe und Lust (z. B. Freude) sowie Hass, Abscheu (als der Begierde entgegengesetzte Scheu, die das abwesende Übel flieht – lat. fuga bzw. horror) und Schmerz gerechnet.

## Biblische Grundlage
Das Urbild des Zusammenhangs von Sünde und Begehren ist für das christliche Denken aller Zeiten der Sündenfall mit den ihm vorausgehenden Worten der Schlange (Gen 3,1–6).
Zum Zentralbegriff wird Konkupiszenz im Denken des Apostels Paulus. Bereits in seinen frühen Briefen, ausführlich dann in seinem theologischen Vermächtnis, dem Römerbrief, reflektiert er über das Verhältnis zwischen dem Gesetz (Tora) – für ihn der Inbegriff der bedingungslosen göttlichen Forderung nach selbstloser Gottes- und Nächstenliebe – und der menschlichen Freiheit. „Ich hätte ja von der Begierde“ (gr. ἐπιθυμία epithymía, lat. concupiscentia) „nichts gewusst, wenn nicht das Gesetz gesagt hätte: ‚Du sollst nicht begehren‘. Die Sünde erhielt durch das Gebot den Anstoß und bewirkte in mir alle Begierde, denn ohne das Gesetz war die Sünde tot“ (Röm 7,7 f. ). 
Unter den Begriff der Konkupiszenz fallen für Paulus nicht nur sexuelle und orale Wünsche (Unzucht und Völlerei), sondern auch und vor allem die Selbstbezogenheit des Geistes (Sich-Rühmen). Die Lösung des Konflikts kommt von außen auf den Menschen zu in Gestalt der voraussetzungslosen Liebe und Selbsthingabe Christi (Röm 7 und 8).

## Begriffsgeschichte

### Augustinus
Augustinus beschreibt in den confessiones, lib. X, cap. 35, die concupiscentia als jenen Teil der Neugierde (curiositas), der die reine Augenlust ist. Ihr sind alle anderen Sinne gleichgesetzt:

„sed etiam, vide quid sonet; vide quid oleat, vide quid sapiat, vide quam durum sit. – Wir sagen auch: sieh, wie das klingt, sieh, wie das duftet, sieh, wie das schmeckt, sieh, wie hart das ist.“

Damit entlarvt er die concupiscentia als triebhaftes Genießen sinnlicher Erfahrung, das sich an allem ergötzen kann.

### Thomas von Aquin
Thomas trennt die Sinnlichkeit in zwei selbstständige Kategorien: die der concupiscentia mit den Attribut der Strebsamkeit auf der einen Seite, sowie des (Jäh-)Zorns (irascible) mit den Attributen der Aggression und der Konkurrenz auf der anderen Seite. Dem ersten schreibt er die Emotionen der Freude, Trauer, Liebe und des Hasses zu, während er der letzteren die Furcht, Hoffnung, Verzweiflung und den Wagemut zuordnet.

## Die katholische Sicht
Nach dem Katechismus der Katholischen Kirche (KKK) wurden Adam und Eva in einen ursprünglichen Stand der „Heiligkeit und Gerechtigkeit“ eingesetzt (KKK 375), in dem sie frei waren von der Konkupiszenz. Durch seine persönliche Sünde hat Adam diesen ursprünglichen Stand der Heiligkeit verloren (KKK 416). Dies gilt nicht nur für ihn selbst, sondern für alle seine Nachkommen. Sie alle sind in die Sünde Adams verstrickt und haben durch die Fortpflanzung an ihr Teil. (KKK 404, 419) Durch diese Verstrickung, die Erbsünde (eine Sünde nur im übertragenen Sinn), ist die menschliche Natur nicht vollständig verdorben, aber in ihren natürlichen Kräften verletzt und der Verstandesschwäche, dem Leiden und der Herrschaft des Todes unterworfen und zur Sünde geneigt. (KKK 404, 405) Diese Neigung zur Sünde und zum Bösen ist die Konkupiszenz (KKK 405, 418). Die Konkupiszenz ist „aber nicht selbst Sünde“.
Die Taufe tilgt die Erbsünde und richtet den Menschen wieder auf Gott aus, aber die Neigung zur Sünde und zum Bösen bleibt. Auch nach der Taufe muss der Mensch deshalb weiter gegen die ungeordnete Begehrlichkeit, die Konkupiszenz ankämpfen, was ihm mit der Gnade Gottes auch gelingen kann. (KKK 405, 2520)
„Gemeint ist [mit Konkupiszenz] die Desintegration des Menschen, das Auseinanderstreben der verschiedenen Antriebskräfte, die Widerspenstigkeit des Leibes wie des Geistes gegen die Grundausrichtung der Person, die Geneigtheit zum Bösen.“

## Die protestantische Sicht
Anders als in der katholischen Theologie (in der die Konkupiszenz zur Sünde drängt, aber selbst keine Sünde ist) wird in der protestantischen Theologie die Konkupiszenz selbst als Sünde, in gewisser Weise sogar als die zentrale Form von Sünde gesehen. Die von Adam ererbte Konkupiszenz wird mit der Erbsünde identifiziert.
Da die Konkupiszenz (die Neigung zur Sünde) auch nach der Taufe im Gläubigen verbleibt, verbleiben auch Sünde und Erbsünde im Getauften, der in diesem Sinne simul iustus et peccator (zugleich gerecht und Sünder) ist.

## Gemeinsame Erklärung zur Rechtfertigungslehre
In der Gemeinsamen Erklärung zur Rechtfertigungslehre des Lutherischen Weltbundes und der Römisch-katholischen Kirche sowie später auch des Weltrats methodistischer Kirchen kam es auch zu einer Annäherung im Verständnis der Konkupiszenz.
Zum Konsens „in Grundwahrheiten der Rechtfertigungslehre“ (4) gehört das gemeinsame Bekenntnis, dass auch der Gerechtfertigte „der immer noch andrängenden Macht und dem Zugriff der Sünde nicht entzogen (vgl. Röm 6,12–14) und des lebenslangen Kampfes gegen die Gottwidrigkeit des selbstsüchtigen Begehrens des alten Menschen nicht enthoben (vgl. Gal 5,16; Röm 7,7.10)“ ist (28). Unterschiede in Einzelheiten des Verständnisses werden mit Unterschieden in der Verwendung des Begriffs der Konkupiszenz in Zusammenhang gebracht (vgl. Annex 2 B).